# Тольве
Тольве (італ. Tolve) — муніципалітет в Італії, у регіоні Базиліката, провінція Потенца.
Тольве розташоване на відстані близько 330 км на південний схід від Рима, 20 км на схід від Потенци.
Населення — 3271 особа (2014).
Щорічний фестиваль відбувається 16 серпня - 16 вересня. Покровитель — святий Рох.

## Демографія
Населення за роками:

Станом на 1 січня 2023 року в муніципалітеті офіційно проживало 47 іноземців з 10 країн, серед них 28 громадян країн Євросоюзу та 3 громадяни України.

## Сусідні муніципалітети
- Альбано-ді-Луканія
- Канчеллара
- Ірсіна
- Оппідо-Лукано
- Сан-Кірико-Нуово
- Трикарико
- Вальйо-Базиліката